# Lista de episódios de Skins
A seguir está uma lista de episódios da série de TV britânica, Skins, que conta a história de um grupo de amigos britânicos e seus conflitos, em um ambiente de sexo, drogas e badalações.

## Lista de Temporadas
| # | Título           | Personagem central              | Originalmente exibido | # Episódio |
| - | ---------------- | ------------------------------- | --------------------- | ---------- |
| 1 | "Tony"           | Tony Stonem                     | 25 janeiro 2007       | 1          |
| 2 | "Cassie"         | Cassie Ainsworth                | 1 fevereiro 2007      | 2          |
| 3 | "Jal"            | Jal Fazer                       | 8 fevereiro 2007      | 3          |
| 4 | "Chris"          | Chris Miles                     | 15 fevereiro 2007     | 4          |
| 5 | "Sid"            | Sid Jenkins                     | 22 fevereiro 2007     | 5          |
| 6 | "Maxxie & Anwar" | Maxxie Oliver and Anwar Kharral | 1 março 2007          | 6          |
| 7 | "Michelle"       | Michelle Richardson             | 8 março 2007          | 7          |
| 8 | "Effy"           | Effy Stonem                     | 15 março 2007         | 8          |
| 9 | "Everyone"       | Todos                           | 22 março 2007         | 9          |

| #  | Título          | Personagem central          | Originalmente exibido | # Episódio |
| -- | --------------- | --------------------------- | --------------------- | ---------- |
| 1  | "Tony & Maxxie" | Tony Stonem & Maxxie Oliver | 11 fevereiro 2008     | 10         |
| 2  | "Sketch"        | Sketch                      | 18 fevereiro 2008     | 11         |
| 3  | "Sid"           | Sid Jenkins                 | 25 fevereiro 2008     | 12         |
| 4  | "Michelle"      | Michelle Richardson         | 3 março 2008          | 13         |
| 5  | "Chris"         | Chris Miles                 | 10 março 2008         | 14         |
| 6  | "Tony"          | Tony Stonem                 | 17 março 2008         | 15         |
| 7  | "Effy"          | Effy Stonem                 | 24 março 2008         | 16         |
| 8  | "Jal"           | Jal Fazer                   | 31 março 2008         | 17         |
| 9  | "Cassie"        | Cassie Ainsworth            | 7 abril 2008          | 18         |
| 10 | "Everyone"      | Todos                       | 14 abril 2008         | 19         |

| #  | Título          | Personagem central                             | Originalmente exibido | # Episódio |
| -- | --------------- | ---------------------------------------------- | --------------------- | ---------- |
| 1  | "Everyone"      | Todos                                          | 22 janeiro 2009       | 20         |
| 2  | "Cook"          | James Cook                                     | 29 janeiro 2009       | 21         |
| 3  | "Thomas"        | Thomas Tomone                                  | 5 fevereiro 2009      | 22         |
| 4  | "Pandora"       | Pandora Moon                                   | 12 fevereiro 2009     | 23         |
| 5  | "Freddie"       | Freddie McClair                                | 19 fevereiro 2009     | 24         |
| 6  | "Naomi"         | Naomi Campbell                                 | 26 fevereiro 2009     | 25         |
| 7  | "JJ"            | JJ Jones                                       | 5 março 2009          | 26         |
| 8  | "Effy"          | Effy Stonem                                    | 12 março 2009         | 27         |
| 9  | "Katie & Emily" | Katie and Emily Fitch                          | 19 março 2009         | 28         |
| 10 | "Everyone"      | Effy Stonem, James Cook,Freddie McClair and JJ | 26 março 2009         | 29         |

| # | Título     | Personagem central | Originalmente exibido | # Episódio |
| - | ---------- | ------------------ | --------------------- | ---------- |
| 1 | "Thomas"   | Thomas Tomone      | 28 janeiro 2010       | 30         |
| 2 | "Emily"    | Emily Fitch        | 4 fevereiro 2010      | 31         |
| 3 | "Cook"     | James Cook         | 11 fevereiro 2010     | 32         |
| 4 | "Katie"    | Katie Fitch        | 18 fevereiro 2010     | 33         |
| 5 | "Freddie"  | Freddie McClair    | 25 fevereiro 2010     | 34         |
| 6 | "JJ"       | JJ Jones           | 4 março 2010          | 35         |
| 7 | "Effy"     | Effy Stonem        | 11 março 2010         | 36         |
| 8 | "Everyone" | Todos              | 18 março 2010         | 37         |

| # | Título     | Personagem central | Originalmente exibido | # Episódio |
| - | ---------- | ------------------ | --------------------- | ---------- |
| 1 | "Franky"   | Franky Fitzgerald  | 27 de janeiro de 2011 | 38         |
| 2 | "Rich"     | Rich Hardbeck      | 3 fevereiro 2011      | 39         |
| 3 | "Mini"     | Mini McGuinness    | 10 fevereiro 2011     | 40         |
| 4 | "Liv"      | Liv Malone         | 17 fevereiro 2011     | 41         |
| 5 | "Nick"     | Nick Levan         | 24 fevereiro 2011     | 42         |
| 6 | "Alo"      | Alo Creevey        | 3 março 2011          | 43         |
| 7 | "Grace"    | Grace Blood        | 10 março 2011         | 44         |
| 8 | "Everyone" | Todos              | 17 março 2011         | 45         |

| #  | Título          | Personagem central                  | Originalmente exibido | # Episódio |
| -- | --------------- | ----------------------------------- | --------------------- | ---------- |
| 1  | "Everyone"      | Todos                               | 23 janeiro 2012       | 46         |
| 2  | "Rich & Grace"  | Rich Hardbeck & Grace Blood         | 30 janeiro 2012       | 47         |
| 3  | "Alex"          | Alex Henley                         | 7 fevereiro 2012      | 48         |
| 4  | "Franky"        | Franky Fitzgerald                   | 13 fevereiro 2012     | 49         |
| 5  | "Mini"          | Mini McGuinness                     | 20 fevereiro 2012     | 50         |
| 6  | "Nick"          | Nick Levan                          | 27 fevereiro 2012     | 51         |
| 7  | "Alo"           | Alo Creevey                         | 5 março 2012          | 52         |
| 8  | "Liv"           | Liv Malone                          | 12 março 2012         | 53         |
| 9  | "Mini & Franky" | Mini McGuinness & Franky Fitzgerald | 19 março 2012         | 54         |
| 10 | "Everyone"      | Todos                               | 26 março 2012         | 55         |

| # | Título          | Personagem central | Originalmente exibido | # Episódio |
| - | --------------- | ------------------ | --------------------- | ---------- |
| 1 | "Fire (Part 1)" | Effy Stonem        | 1 julho 2013          | 56         |
| 2 | "Fire (Part 2)" | Effy Stonem        | 8 julho 2013          | 57         |
| 3 | "Pure (Part 1)" | Cassie Ainsworth   | 15 julho 2013         | 58         |
| 4 | "Pure (Part 2)" | Cassie Ainsworth   | 22 julho 2013         | 59         |
| 5 | "Rise (Part 1)" | James Cook         | 29 julho 2013         | 60         |
| 6 | "Rise (Part 2)" | James Cook         | 5 agosto 2013         | 61         |